# Петровка (Пятихатский район)
Петровка (укр. Петрівка) — село,
Зорянский сельский совет,
Пятихатский район,
Днепропетровская область,
Украина.
Код КОАТУУ — 1224581709. Население по переписи 2001 года составляло 33 человека .

## Географическое положение
Село Петровка находится на расстоянии в 1 км от села Культура и в 3-х км от города Пятихатки.
Рядом проходят автомобильная дорога М-04 (E 50) и
железная дорога, станция Пятихатки-Стыковая в 1-м км.